# Will Faber
Will Faber (Saarbrücken, Imperi Alemany, 1901 — Barcelona, 1987) fou un pintor, il·lustrador i dissenyador gràfic alemany. L'obra de Will Faber es pot trobar en diferents indrets com el Palau de la Generalitat de Catalunya, la capella de les Llars Mundet (amb uns vitralls), el Museu d'Art Modern de Barcelona, la Biblioteca Museu Víctor Balaguer de Vilanova i la Geltrú, el Museu d'Art Contemporani d'Eivissa, el Museu d'Art Contemporani de Madrid, el Museu d'Art de Berna i el Museu de la Solidaridad Salvador Allende, entre d'altres.

## Joventut
Va treballar de ferrer però des de ben aviat el seu interès vers les qüestions artístiques el portà a Múnic, on va aprendre la tècnica del gravat en fusta amb el professor Ehmcke, que el va iniciar en la tècnica del gravat xilogràfic. Format dins del corrent expressionista, la seva primera obra significativa fou una carpeta amb deu litografies editada a la mateixa capital l'any 1925 sota el títol Der Schrei (El crit), fent al·lusió a la coneguda obra d'Edvard Munch. En aquesta mateixa línia d'emotivitat continguda, agressivitat formal i crítica sarcàstica, es troben les il·lustracions que va fer per al llibre Aus der bösen, alten Zeit.
El 1926 es traslladà a Berlín, on es casà amb Emma Kaiser l'any següent. En aquesta ciutat formà part de la Unió de Grafistes Alemanys i de l'Associació de l'Art dels Escriptors i fou premiat en un concurs de cartells de la ciutat de Hannover el 1932. En plena efervescència dels feixismes i donada l'atmosfera asfixiant en què es trobava el seu país, la parella decidí abandonar Alemanya i s'instal·là, el mateix 1932, a Barcelona. Format en les fonts directes de l'expressionisme alemany i amb un coneixement clar de l'avantguarda francesa, sobretot el cubisme i el fauvisme, s'incorporà a la vida artística de la capital catalana participant en diverses exposicions com la II i III Biennal Hispanoamericana o els Salons d'Octubre, entre d'altres.
Amb una gran influència tant del racionalisme espacial de la Bauhaus com de l'orientalisme integrador promogut per Kandinski, Faber treballà els primers anys a Barcelona com a dissenyador gràfic i il·lustrador. D'aquella època cal destacar el cartell anunciador del licor Anís del Mono, que no es va arribar a editar; les portades de la revista D'Ací i d'Allà, dos números del 1932 i tres números del 1933; el disseny de les portades del número vint de la revista A.C., editada pel Grup d'Artistes i Tècnics Catalans per al Progrés de l'Arquitectura Contemporània i reproduïdes a la revista alemana Gebrauchsgraphik el 1937; els dissenys per a paper i capses per empaquetar bombons de la casa Esteve Riera i la il·lustració d'El llibre del te d'Okakura-Kakuzo, editat per la Llibreria Catalònia de Barcelona.
L'estiu del 1934 Will Faber va escollir Eivissa per passar les vacances, i la fascinació que sentí pels seus paratges va fer que hi estigués fins a 1936. Durant aquella primera estada a l'illa, Faber realitzà una sèrie de dibuixos i aquarel·les on representà paisatges i retrats de caràcter figuratiu, i coincidí amb altres artistes alemanys, com els pintors Erwin von Kreibig i Wolfgang Schulze (Wols), el poeta i fotomuntador dadaista Raoul Hausmann i l'arquitecte Erwin Broner, amb els quals va projectar diverses activitats culturals i artístiques. Amb l'arribada de la Guerra Civil, Faber marxà a Alemanya, on va romandre fins al seu retorn a Barcelona el 1939. Des d'aleshores Faber residí de manera continuada a Eivissa, amb una presència constant de les seves obres, com ho demostren les exposicions dels anys seixanta de la Galeria El Corsario i la Galeria Es Vedrà; les mostres del Museu d'Art Contemporani i la Galeria Ivan Spence dels setanta; o de la Galeria Maloney, la Galeria Es Molí i la Sala Cultural de Sa Nostra dels vuitanta.

## Abstracció i informalisme
Els anys quaranta i cinquanta representen una profunda renovació en la pintura de Will Faber, amb una notable influència dels elements abstractes de Paul Klee i una progressiva evolució cap a la geometrització de les formes. L'admiració que sentia per aquest artista el portà a organitzar, juntament amb Josep Maria de Sucre, un homenatge a Barcelona amb motiu del desè aniversari de la seva mort. D'aquesta etapa destaca la seua obra Ressons patètics (1955), que l'artista presentà a la XXVIII Biennal de Venècia, i les exposicions individuals a la Sala Caralt de Barcelona (1952) i a la Galeria Numero de Florència (1954).
A partir de final de 1957 i fins a 1964, la trajectòria pictòrica de Faber mostra una ruptura clara amb les solucions precedents, que el portà vers el terreny de l'informalisme matèric, amb la incorporació de tècniques innovadores com relleus, incisions, assemblage, frottage, dripping i grattage, aprofundint en el llenguatge de la matèria i donant un sentit màxim de llibertat en la composició.
Sense abandonar la pràctica informal, que seguí practicant al llarg de la seva trajectòria, l'exposició antològica que preparà l'artista el 1964 per a l'Institut Alemany de Cultura de Barcelona, marcà un nou canvi i situà la seva obra dins d'un nou llenguatge determinat per la incorporació al seu món abstracte de tota una sèrie de signes, punts, línies, números, lletres de l'alfabet i paraules així com certes morfologies d'altres sistemes comunicatius com el de les bandes perforades dels primers llenguatges informàtics.
El seu estil es veié enriquit, sobretot els anys setanta, per l'accentuació dels contrastos dins de la mateixa gamma cromàtica amb una clara predilecció pel vermell, ja present a l'obra Hyle Ibosim (1971). Les seves darreres creacions, que cal situar entre el 1975 i el 1987, data de la seva mort, es mantindran en l'àmbit de l'abstracció, moltes vegades en forma d'obres sense títol que presenten diferents materials adherits, com cartrons d'embalatge pintats i retallats, o simplement la seva pintura apareixerà sobre objectes variats com pedres, capses o ventalls. El reconeixement a la seva tasca com a artista arribà en forma de múltiples premis, homenatges i exposicions antològiques.
Mort a Barcelona, fou enterrat al Cementiri de Montjuïc (agrupació 9a, nínxol columbari B núm. 4011).
Fou el pare d’Andreas Faber-Kaiser (n. Barcelona, 5 d'abril de 1944; ibíd., † 14 de març de 1994), que va ser un ufòleg i escriptor germanocatalà especialitzat en la investigació dels aspectes misteriosos i ocults de la història humana, sobretot en relació amb la teoria dels antics astronautes.

## Premis i reconeixements
- 1946 Medalla d'Or de la Reial Acadèmia Catalana de Belles Arts
- 1955 Premi de l'Ajuntament de Barcelona
- 1956 Premi al Concurs Internacional d'Art Sacre de Madrid
- 1957 Concurs Gran Premi Sant Jordi de Barcelona
- 1959 Premi al Concurs de Pintura Ciutat de Terrassa

Primera Medalla del I Saló Internacional d'Art d'Eivissa
- 1960 Premi del Comitè Espanyol d'Ajut als Damnificats d'Agadir
- 1966 Concurs Gran Premi Sant Jordi de Barcelona
- 1967 Medalla d'Or de l'Agrupación Española d'Artistas Grabadores

Primer Premi de la I Biennal Internacional de Pintura Estrada Saladich
- 1968 Primer Premi i Medalla d'Or de la I Biennal de Bilbao
- 1973 Premi de la Diputació de Zamora
- 1974 La revista Papeles de son Armadans, dirigida per Camilo José Cela, li dedicà en forma d'homenatge vint articles d'amics i crítics al número CCXV
- 1982 Ciutat de Barcelona el 1982

Plaqueta de Plata del Consell Insular d'Eivissa i Formentera
Exposició antològica dedicada per la Fundació Miró de Barcelona i l'Institut Alemany de Cultura.
- 1985 Exposició antològica organitzada pel Consell Insular d'Eivissa i Formentera
- 1986 Mostra antològica en el Casino Gran Madrid